# Orientzomus sawadai
Orientzomus sawadai är en spindeldjursart som beskrevs av James Cokendolpher och Tsurusaki 1994. Orientzomus sawadai ingår i släktet Orientzomus och familjen Hubbardiidae. Inga underarter finns listade i Catalogue of Life.